# Hohe Dock
Die Hohe Dock liegt im Bundesland Salzburg in Österreich und ist mit einer Höhe von 3348 m ü. A. einer der höheren Gipfel der Glocknergruppe. Der Berg dominiert mit seiner markanten Trapezform die orografisch linke Seite des Tals der Fuscher Ache und auch das Panorama auf der Nordrampe der Großglockner-Hochalpenstraße.
Der zweite Gipfel, der Südostgipfel, erreicht eine Höhe von 3268 m ü. A.

## Aufstieg
Ausgangspunkt ist der Talschluss von Fusch an der Großglocknerstraße (Ferleiten). Man erreicht den Gipfel über die Schwarzenberghütte (2267 m) auf einem hochalpinen, markierten Steig.

## Weblink
- Aufstieg auf den Hohe Dock (tschechisch/englisch)

## Galerie

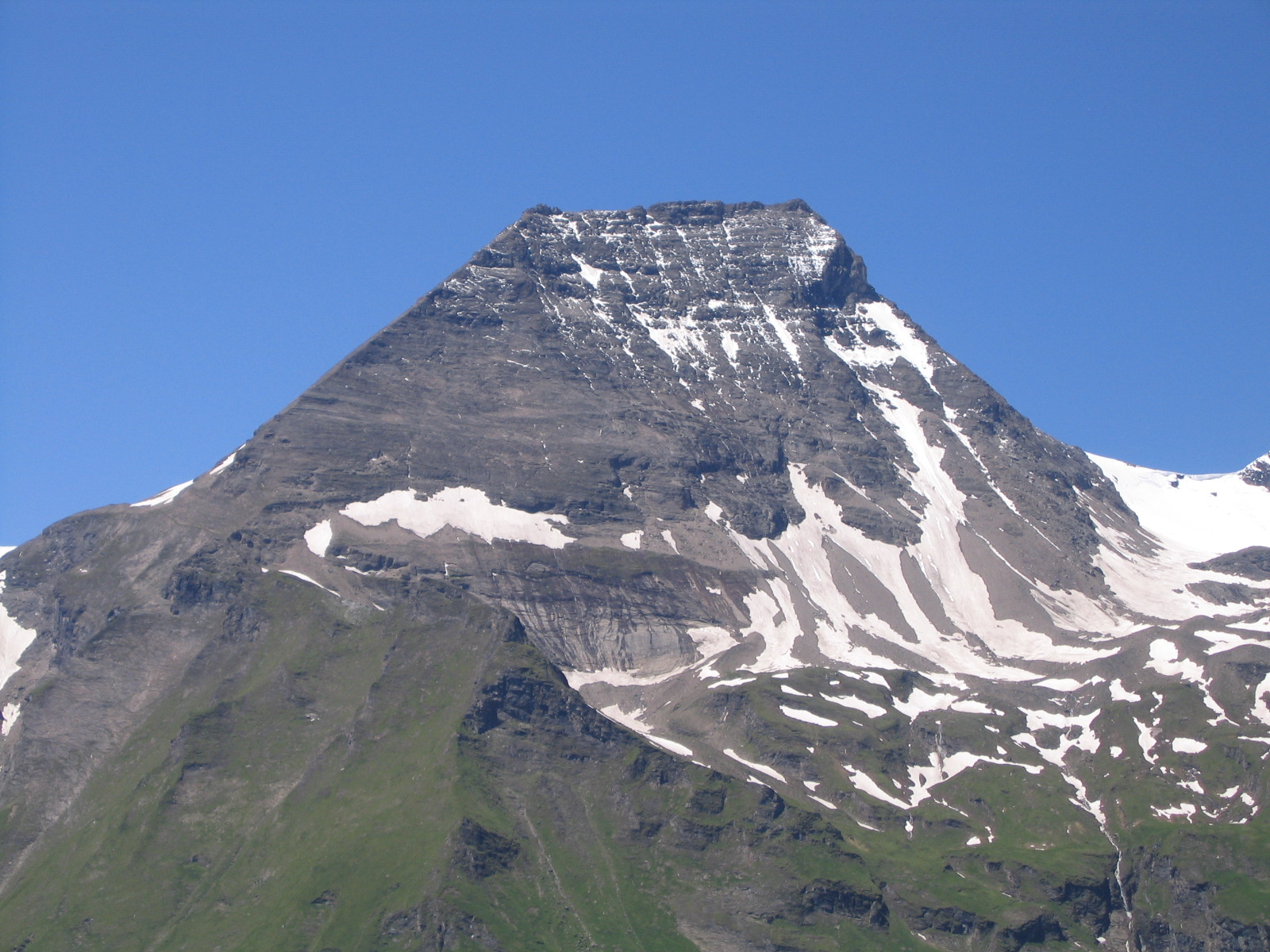
Hohe Dock gesehen von der Großglockner-Hochalpenstraße aus